# Маурицув (Ласький повіт)
Маурицув (пол. Mauryców) — село в Польщі, у гміні Водзеради Ласького повіту Лодзинського воєводства.
Населення — 133 особи (2011).
У 1975-1998 роках село належало до Серадзького воєводства.

## Демографія
Демографічна структура станом на 31 березня 2011 року:
|          | Загалом | Допрацездатний вік | Працездатний вік | Постпрацездатний вік |
| -------- | ------- | ------------------ | ---------------- | -------------------- |
| Чоловіки | 71      | 13                 | 52               | 6                    |
| Жінки    | 62      | 13                 | 34               | 15                   |
| Разом    | 133     | 26                 | 86               | 21                   |